# Andrea Tafi (artista)
Andrea Tafi (actiu entre 1300 – 1325) va ser un artista italià. Se'l coneix fonamentalment pel seu treball en el mosaics del Baptisteri de Sant Joan a Florència, obra que va ser iniciada l'any 1225 per Jacobus. Buonamico di Cristofano va ser un dels seus deixebles.
Tafi apareix representat al quadre de Frederic Leighton La famosa Mare de Déu de Cimabue portada en processó pels carrers de Florència  (1853-5). El tema d'aquest quadre està basat en la narració que va fer Giorgio Vasari del trasllat de la Madonna dels Rucellai des de la casa de Cimabue a l'església de Santa Maria Novella a Florència.
Vasari inclou la biografia d'Andrea Tafi a les seues Vides; incloent-hi l'anècdota de com Buonamico di Cristofano va haver de disfressar-se de dimoni per convèncer Tafi de no aixecar-se tan d'hora.